# Anafil

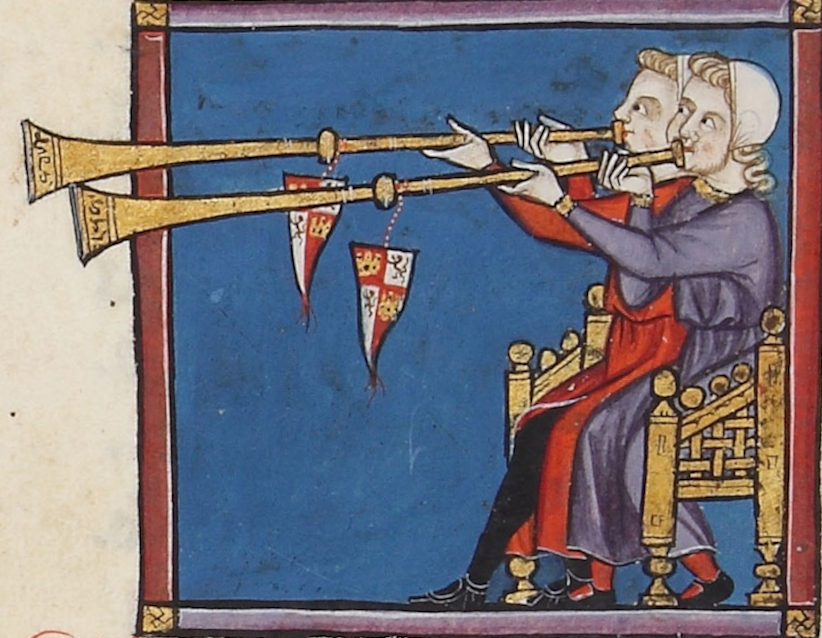
Miniatura amb anafils a les Cantigas de Santa María (h. 1250-1284) d'Alfons X el Savi. Cantiga núm. 320.

L'anafil, també anomenat nafil, és un instrument de vent metall d'època medieval, un aeròfon d'embocadura del tipus trompeta en la classificació d'Hornbostel-Sachs. En alguns territoris era anomenat també  trompeta heràldica o botzina, tot i que de vegades botzina fa referència a una variant corbada d'aquest mateix instrument usat especialment en època romana. Es tracta d'una mena de trompeta de canó recte, aproximadament d'un metre i mig de llargada, amb el pavelló en forma de copa i l'embocadura cònica. Etimològicament prové del mot persa-àrab an-nafīr, ‘la trompeta’.

## Història
En l'antiguitat existeixen instruments de forma similar a l'anafil, considerats trompes naturals, com per exemple el Salpinx grec, la tuba romana o algun exemplar trobat a la tomba de Tutankamon a Egipte. L'anafil s'introdueix a la Península Ibèria en època de la conquesta musulmana, i manté durant segles el nom de nafil moresc, ja que els àrabs andalusins en feien ús per executar les parts agudes de les fanfares i els tocs militars. Posteriorment, fou introduït a Europa pels exèrcits sarraïns i exèrcits cristians de les croades.
A partir de la baixa edat mitjana l'anafil comença a perdre el seu caràcter d'instrument bèl·lic per convertir-se en missatger i protocol·lari, encara que manté la fisonomia de l'heràldica, però ara amb caràcter cortesà. Progressivament, el tub llarg de l'anafil es va anar corbant, i en el Renaixement continua corbant-se en forma de «S» i retorçant-se en bucles. Evoluciona fins a confluir amb la trompeta barroca, i progressivament fou assimilat per les noves trompetes i sacabutxos. En el segle xix aquest instrument de vent metall incorpora claus i pistons que li donen l'aparença i funcionalitats dels instruments de metall actuals.
En l'actualitat és un instrument singular i característic de les processons de la Semana Santa de Cabra (Còrdova), on s'anomena abejorro. El seu equivalent modern és el nafīr, que al Magrib es fa sonar des dels minarets al mes del ramadà.

## Anafil a la literatura
L'anafil apareix documentat gràficament en les Cantigas de Santa María d'Alfons X el Savi (vegeu la il·lustració lateral). En la literatura medieval i cròniques de l'època, s'esmenta aquest instrument en variades ocasions:
A la Crònica de Jaume I, 176, es fa referència a l'anafil com a instrument dels àrabs: E els sarrains hoiren que les trompes tocauen,... e tocaren tantost lur anafil. Així mateix, les Ordenacions de Valls, datades del 1299, esmenten Serà cridat per la uila ab l'anafil. En un document del 1381 conservat a l'Arxiu de la Corona d'Aragó, Pere IV demana que li siguin tramesos dos trompadors, dos naffilers e un tabaler.
A Tirant lo Blanc apareix l'instrument en dues ocasions: Los moros feyen grans alegries sonant tabals, trompetes e anafils (cap. 24), i Ells feriren en l'estol dels moros ab l'esclafit tan gran de les trompetes e anafils e botzines e crits (cap. 403). Finalment a Ausiàs March cxxvii, esmenta l'instrument en els versos: Ja l'anafil diu: «Ta, ta, ta, / aquest es qui del mon sen va, / e fuig. A Deu!»